# المشرافة (العدين)

تعديل مصدري - تعديل

المشرافة محلة تابعة لقرية الشرف، التابعة لعزلة قصع حليان بمديرية العدين إحدى مديريات محافظة إب في الجمهورية اليمنية.، بلغ تعداد سكانها 88 حسب تعداد اليمن لعام 2004.